# Толбът (окръг, Джорджия)
Окръг Толбът (на английски: Talbot County) е окръг в щата Джорджия, Съединени американски щати. Площта му е 1023 km², а населението - 6498 души (2000). Административен център е град Толбътън.